# Handley Page HP.115
El Handley Page HP.115 fue un avión de ala en delta experimental diseñado y producido por el constructor aeronáutico británico Handley Page. Fue construido para probar las características de manejo a baja velocidad que se estimaban para la esbelta configuración en delta anticipada para un futuro avión comercial supersónico.
El HP.115 fue diseñado durante los años 50 como parte del más amplio programa de investigación del avión supersónico que estaba patrocinado por el Ministerio de Suministros. En esa época, tanto el ala en delta como el vuelo supersónico eran innovaciones relativamente recientes. En 1956, el Comité de Transporte Supersónico había juzgado necesario probar que el esbelto diseño del ala en delta no era sólo adecuado para el vuelo a alta velocidad, sino que también sería razonablemente funcional a baja velocidad. Inicialmente, los trabajos se centraron alrededor de un planeador sin motor, pero se determinó que un avión autopropulsado sería más barato. De acuerdo con esto, Handley Page fue seleccionado para producir su propuesta, el HP.115 propulsado a reacción, en las instalaciones de la compañía en Cricklewood.
El 17 de agosto de 1961, el único HP.115 realizó su primer vuelo; las pruebas de vuelo del ala comenzaron poco después. También se construyó otro avión de investigación, el BAC 221, para estudiar los aspectos de alta velocidad de la investigación del ala. En un periodo  relativamente largo de vuelos experimentales, el HP.115 demostró ser relativamente capaz y proporcionó datos significativos sobre las características del ala en delta durante las fases de despegue y aterrizaje. El avión fue dado de baja del programa de pruebas en 1974 y posteriormente preservado; actualmente está en exhibición estática en el Fleet Air Arm Museum. El HP.115 había ayudado a validar las propiedades de la esbelta ala en delta, llevando a que se adoptase un ala similar en el Concorde, el avión comercial supersónico anglo francés que entró en servicio durante los años 70.

## Diseño y desarrollo

### Antecedentes
Durante los años 50, varios estudios sobre transportes supersónicos (SST) sugirieron que la economía de tales diseños era demasiado pobre para ser práctica. La sustentación es generada de diferentes formas a velocidades supersónicas y conseguir relaciones de sustentación-resistencia razonables requería que las alas tuvieran una envergadura muy estrecha. Esto trabaja bien a velocidades supersónicas, pero ofrece poca sustentación a baja velocidad. Para realizar un diseño que fuera capaz de despegar y aterrizar en las pistas existentes, el avión tendría que usar alas más anchas y perder economía de crucero supersónico, tener una enorme potencia, o ser extremadamente grande. Una salida a este dilema fue presentada en el Reino Unido por Johanna Weber y Dietrich Küchemann alrededor de 1955. Su equipo en el Royal Aircraft Establishment (RAE) descubrió que las alas en delta generaban grandes vórtices sobre el ala cuando volaba a baja velocidad y a altos ángulos de ataque ("alfa").
Específicamente, los vórtices aumentaban la velocidad del aire en la parte superior del ala, por lo que se incrementaba mucho la sustentación a baja velocidad. Este efecto se magnificaba por la longitud del ala, y por el aflechamiento del ángulo del borde de ataque (más aflechamiento provocaba una creación de vórtices mayor, más longitud le daba más espacio para operar). Esto sugería que un avión con un ala en delta que discurriera por la mayor parte del fuselaje con ángulos muy aflechados, por encima de alrededor de los 65º, poseería unas prestaciones a baja velocidad razonables, al tiempo que también mantendría la resistencia supersónica al mínimo gracias a su envergadura limitada. Una preocupación importante eran los ángulos necesarios para generar estos vórtices. El avión tendría que volar con actitudes consideradas significativamente de morro arriba, especialmente en el despegue y en el aterrizaje. También necesitaría un tren de aterrizaje muy largo, especialmente en el morro, para mantener el ala con un alto ángulo durante la rotación del despegue. Según el autor sobre aviación C. H. Barnes, surgió una fuente de escepticismo por la configuración a raíz de una serie de pruebas de túnel de viento que se habían realizado en Estados Unidos, pero luego se determinó que habían resultado erróneas.

### Planeador
En la primera reunión del Comité para el Transporte Supersónico de 1956, se decidió que era primordial la necesidad de un avión bancada específico de baja velocidad. Como sólo se requería que el previsto avión de pruebas volara a velocidades muy bajas, se había decidido originalmente que un planeador sin motor sería suficiente. Esta determinación había conducido a que una especificación oficial fuera formulada después de que Slingsby Sailplanes hubiera presentado un bosquejo de tal tipo de avión. El desarrollo de este planeador fue adjudicado a Slingsby, que después de ello comenzó a trabajar en el Slingsby T.48.
Sin embargo, después de que se revisaran los costes operativos relacionados con el programa de pruebas, se pronosticó que una versión motorizada alcanzaría un 200 % más de tiempo de vuelo al 95 % menos de coste por hora. Cada vuelo con el planeador necesitaría que fuera remolcado por un avión, como el bombardero English Electric Canberra, a una altitud relativamente alta de 9140 m (30 000 pies). Además, Barnes afirma que algunos responsables, incluyendo a Godfrey Lee y Charles Joy, eran favorables a la construcción en metal por una mayor fortaleza; otros deseaban la capacidad de explorar el fenómeno del balanceo del holandés y los despegues (ambos necesitaban un avión motorizado). Por varias razones, el desarrollo del T.48 fue cancelado y se emitió una especificación revisada alrededor de un avión motorizado durante diciembre de 1959.

### Avión a motor

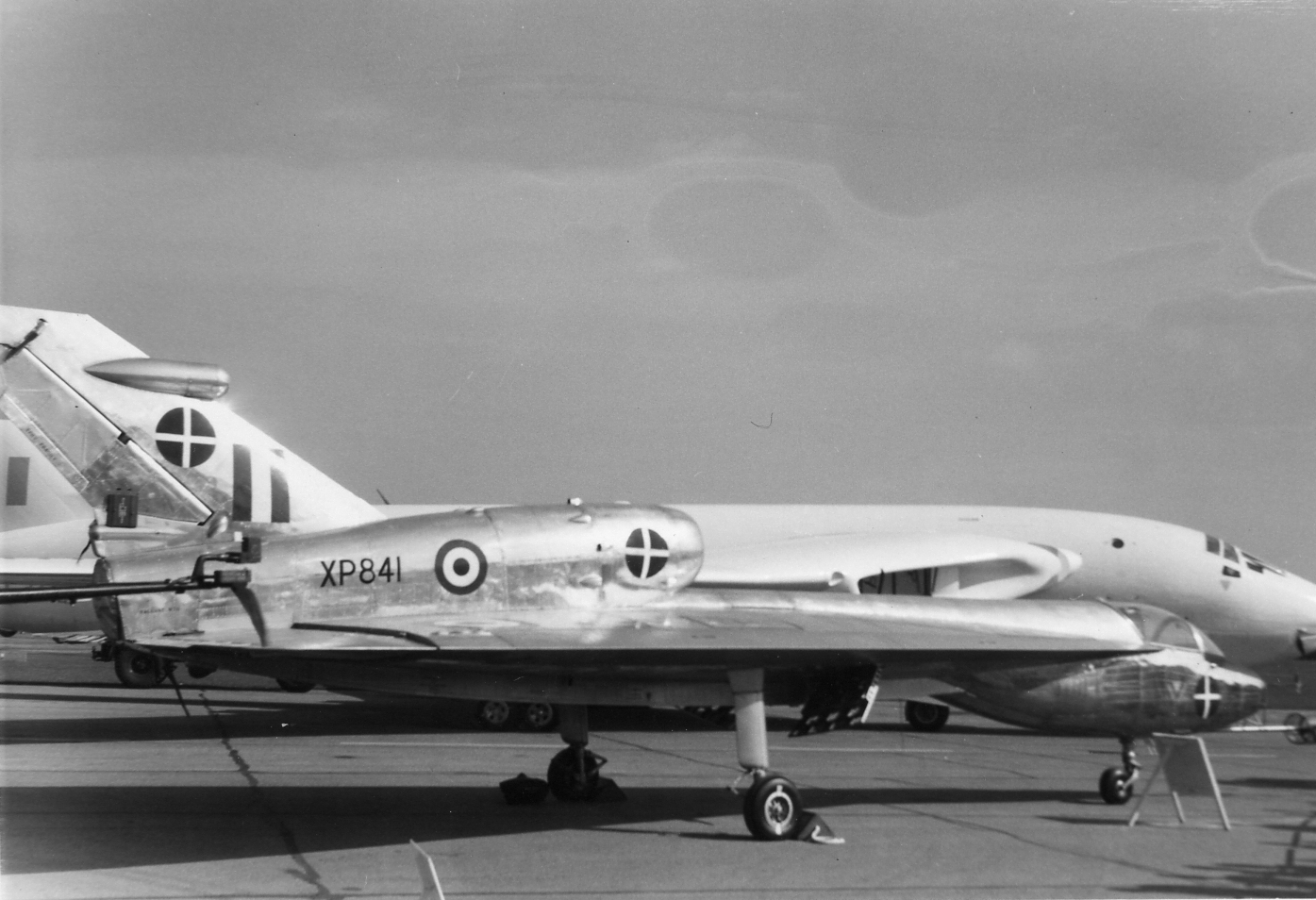
El HP.115 en la muestra de la Sociedad de Compañías Aeroespaciales Británicas (SBAC) en 1961.

El constructor aeronáutico británico Handley Page, que había presentado su propuesta HP.115, fue autorizado para comenzar la construcción de un único avión. Estos trabajos fueron llevados a cabo principalmente en las instalaciones de la firma existentes en Cricklewood. El HP.115 presentaba un ala en delta de muy baja relación de aspecto, que estaba aflechada a 75º y presentaba elevones de borde de fuga, servo compensadores de resorte y compensadores anti equilibrio para proporcionar una sensibilidad óptima lateral y longitudinal. En el 50 % de la cuerda había unos frenos aéreos perforados de variabilidad infinita dispuestos como flaps divididos, y eran actuados neumáticamente usando una botella de aire precargado. La sección del perfil alar era un modelo biconvexo modificado con el grosor máximo en el 4 % de la cuerda. Esta sección fue elegida como representativa del modelo que probablemente sería adoptado por el transporte supersónico. Poseía una favorable distribución en consonancia con el área transversal y, por ello, una baja resistencia de ondas en el vuelo supersónico. Se empleó un borde de ataque de contrachapado único donde pudieran instalarse nuevas secciones de diferentes grados de curvatura, aunque, en la práctica, esta característica nunca fue usada.
La cabina acomodaba a su piloto, que estaba sentado sobre un asiento eyectable Martin-Baker, bajo una cubierta de la carlinga deslizable. La instrumentación de la cabina incluía un indicador de velocidad, altímetro, medidor de guiñada, viroinclinómetro eléctrico, horizonte artificial, giroscopio direccional y brújula de reserva. No había luces, habilitándose una batería relativamente pequeña para el viroinclinómetro. Estaban presentes unos controles de vuelo operados manualmente, que incorporaban una disposición de caja reductora diferencial. También se proporcionaron frenos actuados hidráulicamente, operados por pedales de pie en la cabina. Cuando era requerida, existía una deceleración adicional gracias a un paracaídas de frenado almacenado en la base del timón. Informaciones como la velocidad, la altitud, los ángulos de incidencia y otros eran capturados principalmente por una pareja de grabadores de vuelo sincronizados.
El avión estaba provisto de un tren de aterrizaje triciclo fijo, que estaba derivado desde el tren principal del BAC Jet Provost Mk 1 y del tren de morro de un Jet Provost Mk 2.El fuselaje, que estaba construido en su mayor parte de aleaciones convencionales de aluminio, estaba formado por una viga de sección prácticamente rectangular, con una góndola en el morro que albergaba la cabina. Estaba propulsado por un único turborreactor Bristol Siddeley Viper; se podían acomodar hasta 150 galones de combustible en el interior de las alas, en tres depósitos separados. El motor estaba colocado encima del ala e instalado dentro de la base del empenaje. Este empenaje poseía un carenado con forma de bala en la parte superior donde se acomodaba una cámara de cine que grababa los experimentos de visualización de flujo, algunos de los cuales empleaban generadores de humo montados en los bordes de ataque alares. Tanto el empenaje como el timón estaban aflechados con un ángulo de 60º, excepto una parte ligeramente elevada, cerca del escape del motor, diseñada para minimizar movimientos de cabeceo relacionados con el empuje.

### Pruebas y evaluación

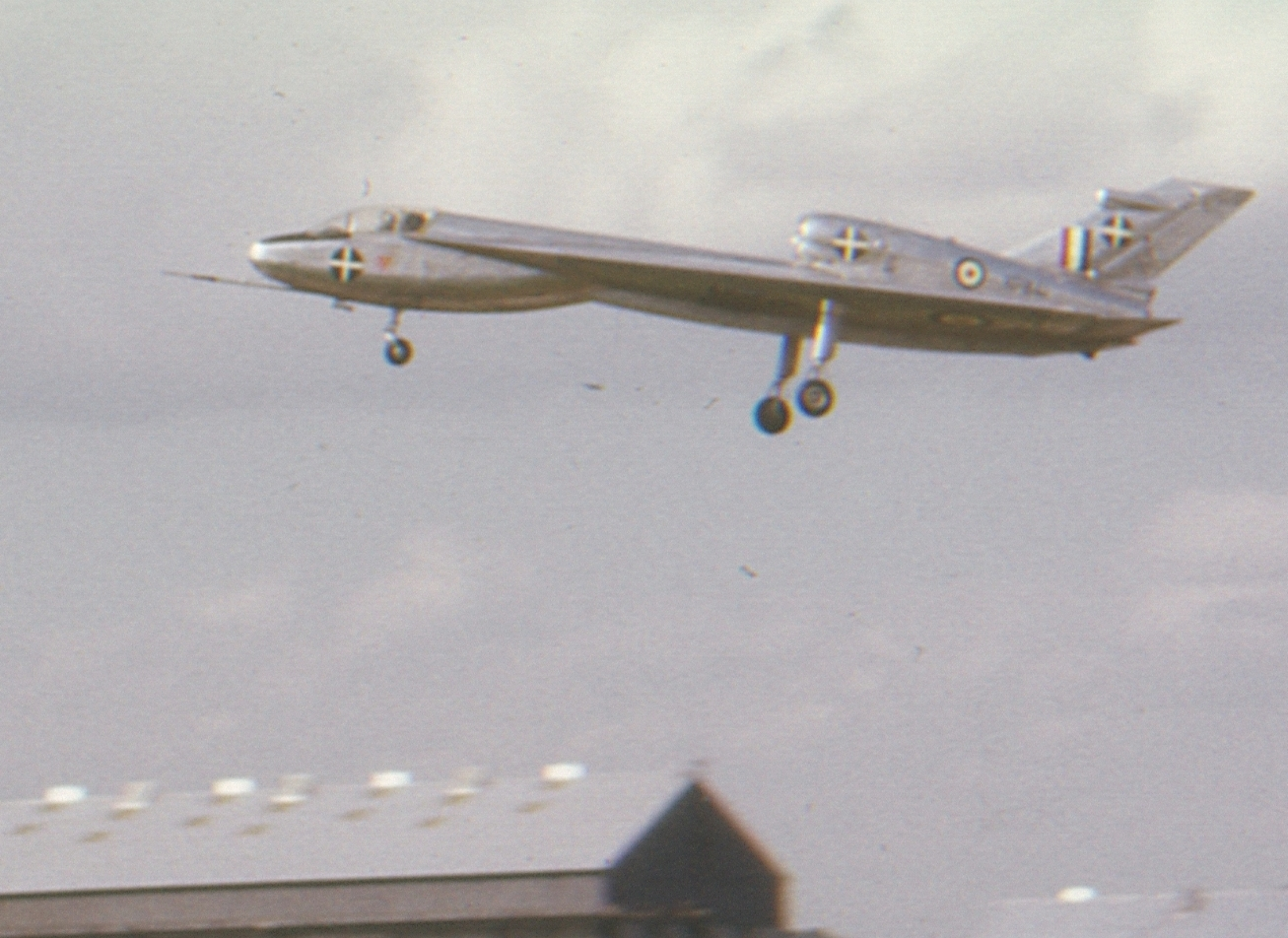
El HP.115 en el Salón Aeronáutico de Farnborough en 1962.

El 17 de agosto de 1961, el único avión HP.115, XP841, realizó su primer vuelo en el Royal Aircraft Establishment en Bedford, pilotado por J.M. Henderson, que informó su entusiasmo por este vuelo inicial. Este vuelo había sido precedido por extensas pruebas de carreteo en tierra, durante las que se determinó la compensación óptima de despegue. Antes del vuelo, Henderson había llevado a cabo un extenso entrenamiento con simulador que, según Barnes, había pronosticado unas características de manejo más pesimistas que las que se presentaron en el vuelo real. Todos los pilotos seleccionados para pilotar el HP.115 realizaron muchas horas de vuelo simulado antes de operar el avión real.
Sólo un mes después de su primer vuelo, el HP.115 realizó una exhibición aérea en la muestra de la Sociedad de Compañías Aeroespaciales Británicas (SBAC) de 1961; el 29 de septiembre de ese año, las pruebas del contratista fueron completadas. El avión fue rápidamente puesto en uso en sus previstos trabajos de investigación de baja velocidad, apoyando al programa de desarrollo del transporte supersónico que finalmente conduciría al Concorde. En paralelo al HP.115, un avión diferente, el BAC 221 (un Fairey Delta 2 modificado), fue usado para realizar investigaciones de vuelo a alta velocidad. El HP.115 demostró ser un avión muy capaz; los pilotos fueron capaces de realizar rápidos cambios de ladeo mientras mantenían el control con seguridad a velocidades tan bajas como 111 km/h, alrededor de un tercio de la del contemporáneo Lockheed F-104 Starfighter.
Estaba previsto, en un momento dado, que Neil Armstrong volara el HP.115 como piloto de pruebas en 1962, pero tras su selección como astronauta, la NASA le denegó el permiso para volar el avión. Finalmente lo voló el 22 de junio de 1970.
A pesar de verse involucrado en un par de accidentes separados, pero menores, el programa experimental fue relativamente largo, continuando hasta su vuelo final el 1 de febrero de 1974. Proporcionó datos sustanciales sobre las características del ala en delta, particularmente durante las cruciales fases del despegue y del aterrizaje. Estos trabajos fueron apoyados por varias maquetas controladas por radio del HP.115. Tras la instalación de generadores de ruido Hartmann, el avión también había sido usado para estudiar las propiedades acústicas presentadas por la configuración. En la época de su retirada, se informó que el HP.115 había acumulado alrededor de 500 horas de vuelo, que era el límite de diseño original del avión.

## Operadores
Reino Unido
- Royal Aircraft Establishment

## Avión en exhibición

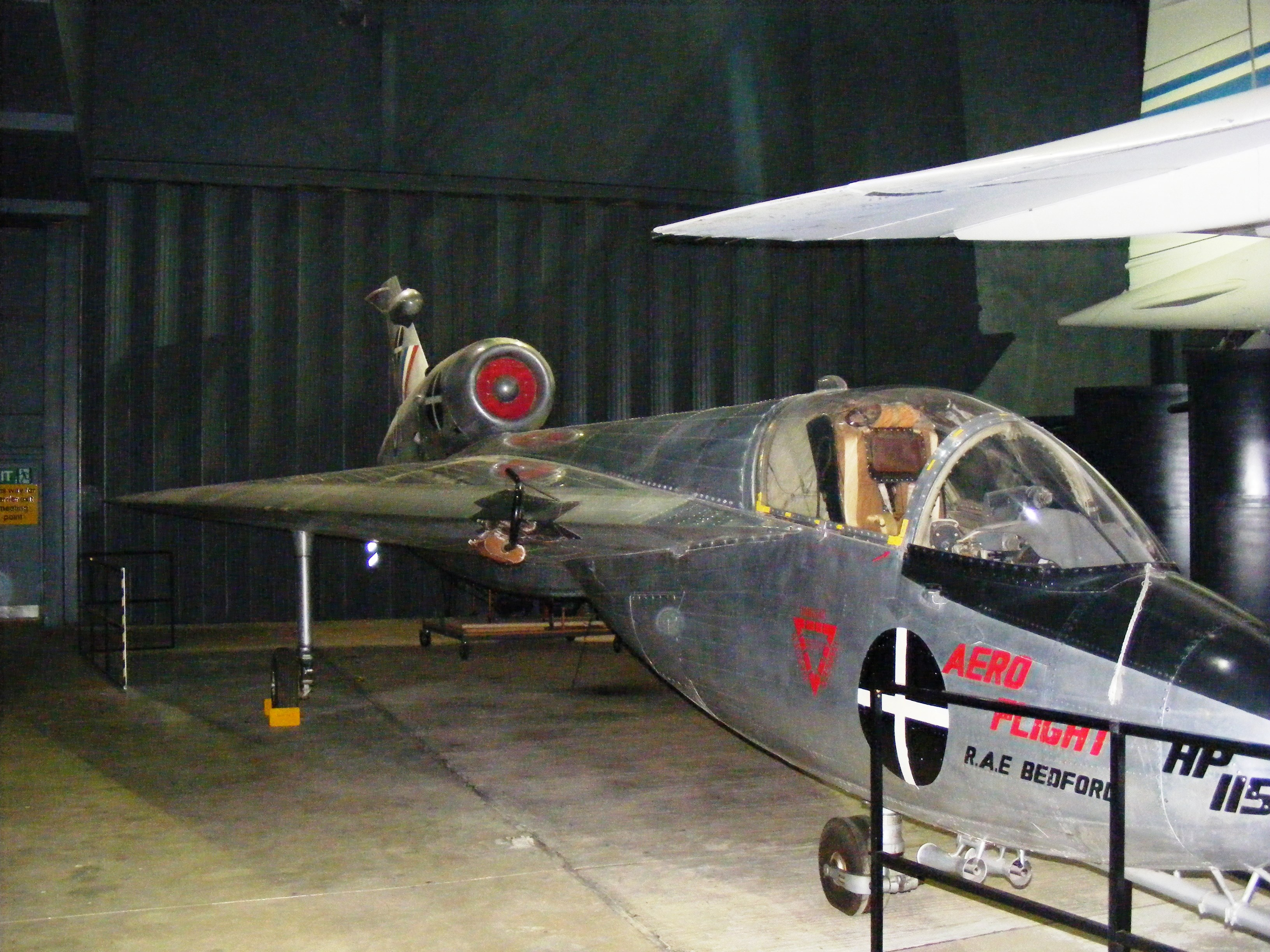
HP.115 en el Museo del Arma Aérea de la Flota.

Tras su retirada en RAE Bedford, el XP841 fue puesto en exhibición en el museo en RAF Colerne. Después del cierre del museo de Colerne, el avión fue recolocado en el Museo de la Real Fuerza Aérea Británica de Cosford y puesto en exhibición. Con la apertura de la exhibición del Concorde en el Museo del Arma Aérea de la Flota, el XP841 fue trasladado al sur, a la Royal Naval Air Station Yeovilton. El XP841 está en exhibición como parte de la "The Leading Edge Exhibition", junto con el BAC 221 y un prototipo del Concorde.

## Especificaciones (HP.115)
Referencia datos: X-Planes and Prototypes: From Nazi Secret Weapons to the Warplanes of the Future

### Características generales
- Tripulación: Uno (piloto)
- Longitud: 15,3 m (50,3 ft)
- Envergadura: 6,3 m (20,5 ft)
- Altura: 3,9 m (12,8 ft)
- Superficie alar: 40,1 m² (431,6 ft²)
- Perfil alar: Bicon 6%
- Peso vacío: 1669 kg (3678,5 lb)
- Peso cargado: 2291 kg (5049,4 lb)
- Planta motriz: 1× turborreactor Bristol Siddeley Viper BSV.9.
  - Empuje normal: 8,5 kN (867 kgf; 1911 lbf) de empuje.

### Rendimiento
- Velocidad máxima operativa (Vno): 399 km/h (248 MPH; 215 kt)
- Alcance: 40 min

## Aeronaves relacionadas

### Aeronaves similares
- Boulton Paul P.111

### Secuencias de designación

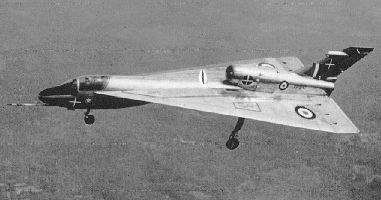
En vuelo.

- Secuencia HP._ (interna de Handley Page): ← HP.112 - HP.113 - HP.114 - HP.115 - HP.116 - HP.117 - HP.118 →